# Menší odlehlé ostrovy Spojených států amerických
Menší odlehlé ostrovy USA (anglicky The United States Minor Outlying Islands) je území definované v ISO 3166-1, skládající se z několika ostrovních celků pod správou USA. Všechny ostrovy leží v Tichém oceánu s výjimkou ostrova Navassa, který leží v Karibském moři. Jejich celková plocha souše je 42 km², nejvyšší bod je bezejmenné místo na Navasse (77 m n. m.) Žádný z ostrovů kromě Midway není trvale osídlen. Celkem 7 z 9 (skupin) ostrovů bylo zabráno Američany v letech 1857 až 1859 kvůli guánu. Celkem 6 (skupin) ostrovů jsou dnes přírodní rezervace pod U. S. Fish and Wildlife Service (Správou ryb a divoké zvěře Spojených států), 1 je nestátní přírodní rezervace (Palmyrra v soukromém vlastnictví The Nature Conservancy) a 2 jsou využívány armádou resp. námořnictvem (Kingmanův útes a ostrov Wake). Všechny až na Palmyru mají status nezačleněného území.
Tato území jsou společně označována dvoupísmennou zkratkou UM. Jsou seskupována ze statistických důvodů. Nemají společnou kulturu ani politickou historii. Jediným rysem společným opravdu všem uvedeným celkům je skutečnost, že se jedná o prakticky neobydlené ostrovy pod americkou svrchovaností. Ostrov Navassa si rovněž nárokuje Haiti a Wake je nárokován Marshallovými ostrovy.

## Symboly
Menší odlehlé ostrovy Spojených států, závislé území USA, užívá pouze americké symboly.

## Přehled území
| Ostrov / skupina | Souostroví                     | Rozloha pevniny (km²) | Rozloha laguny (km²) | Nejvyšší bod | Rok přidružení | Lokalizace                        | Geodata  |
| ---------------- | ------------------------------ | --------------------- | -------------------- | ------------ | -------------- | --------------------------------- | -------- |
| Midway           | severozápadní Havajské ostrovy | 6.2                   | 40                   | 13 m n. m.   | 1867           | 28°13′ s. š., 177°22′ z. d.       | OSM, WMF |
| Wake             | -                              | 6.5                   | 6                    | 6 m n. m.    | 1899           | 19°17′43″ s. š., 166°37′52″ v. d. | OSM, WMF |
| Johnstonův atol  | -                              | 2.63                  | 130                  | 5 m n. m.    | 1859           | 16°45′ s. š., 169°31′ z. d.       | OSM, WMF |
| Kingmanův útes   | severní Liniové ostrovy        | 0.03                  | 76                   | 1 m n. m.    | 1860           | 6°23′ s. š., 162°25′ z. d.        | OSM, WMF |
| Palmyra          | severní Liniové ostrovy        | 11.9                  | 15                   | 2 m n. m.    | 1921           | 5°53′ s. š., 162°5′ z. d.         | OSM, WMF |
| Howlandův ostrov | severní Phoenixské ostrovy     | 1.6                   | -                    | 6 m n. m.    | 1856           | 0°48′24″ s. š., 176°36′59″ z. d.  | OSM, WMF |
| Bakerův ostrov   | severní Phoenixské ostrovy     | 1.5                   | -                    | 8 m n. m.    | 1856           | 0°11′41″ s. š., 176°28′46″ z. d.  | OSM, WMF |
| Jarvisův ostrov  | centrální Liniové ostrovy      | 4.5                   | -                    | 7 m n. m.    | 1856           | 0°22′ j. š., 160°1′ z. d.         | OSM, WMF |
| Navassa          | Velké Antily                   | 5.4                   | -                    | 77 m n. m.   | 1858           | 18°24′10″ s. š., 75°0′45″ z. d.   | OSM, WMF |

## Galerie

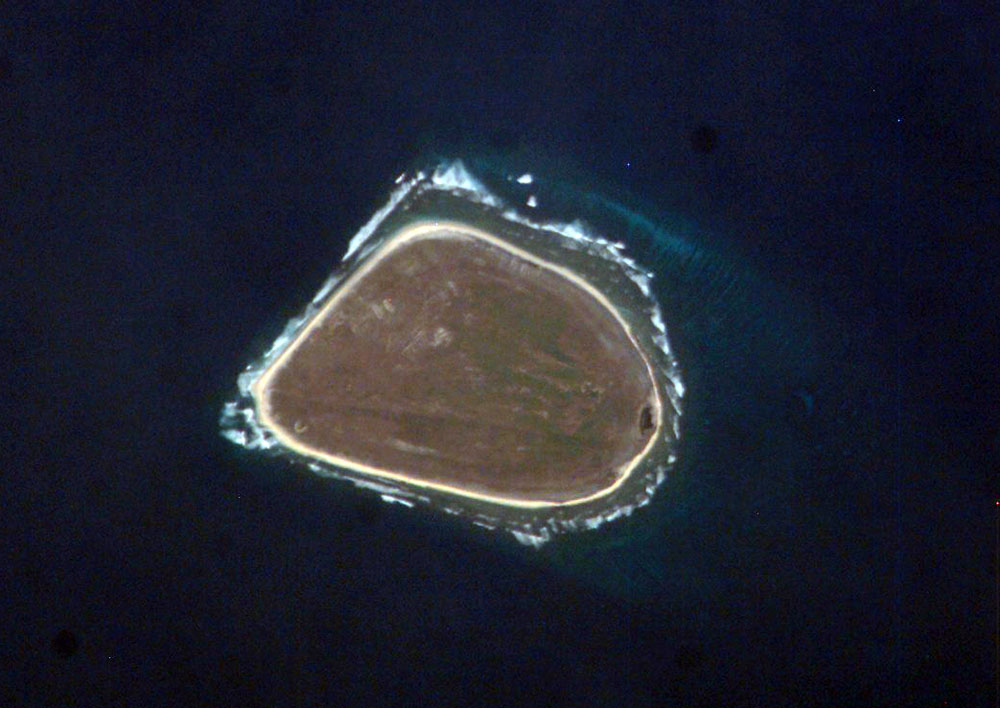
Bakerův ostrov
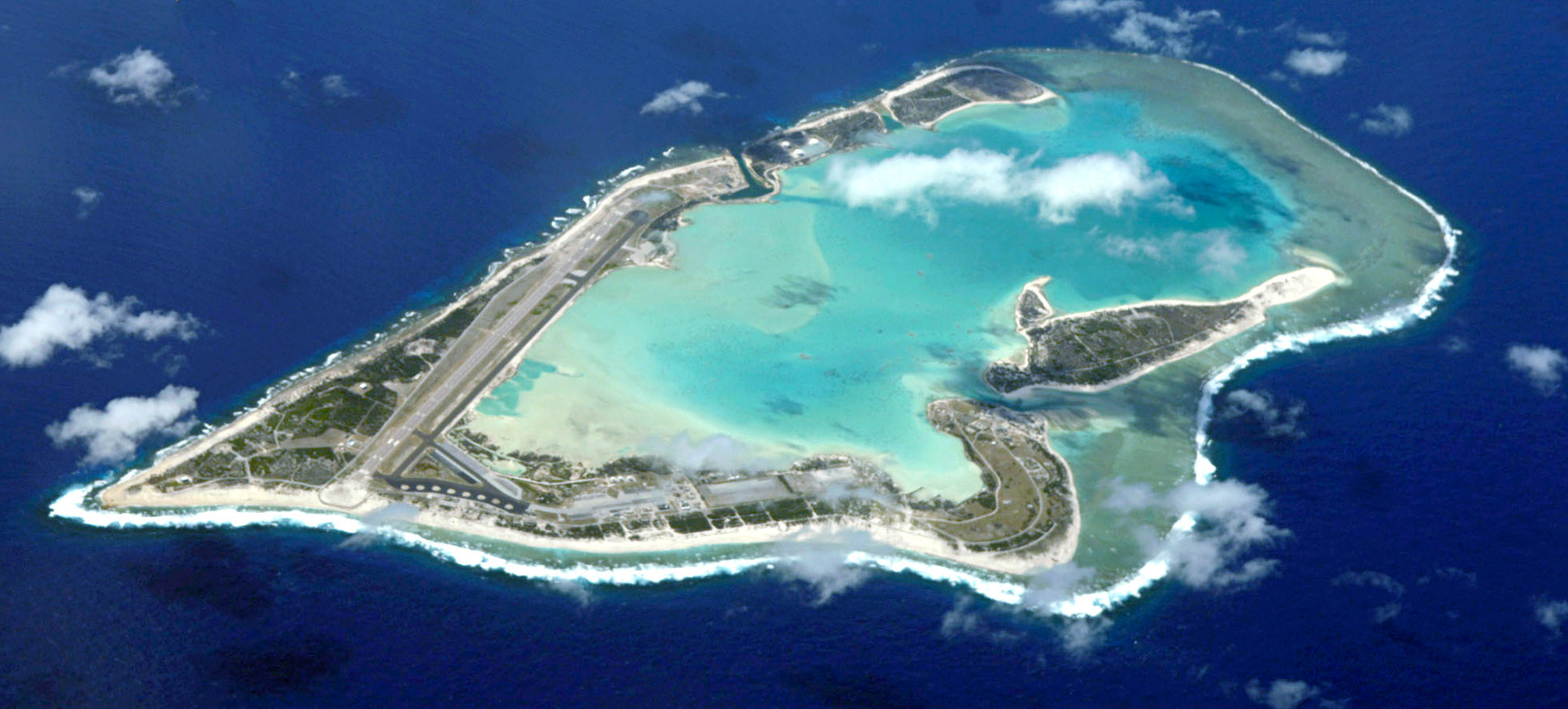
Wake
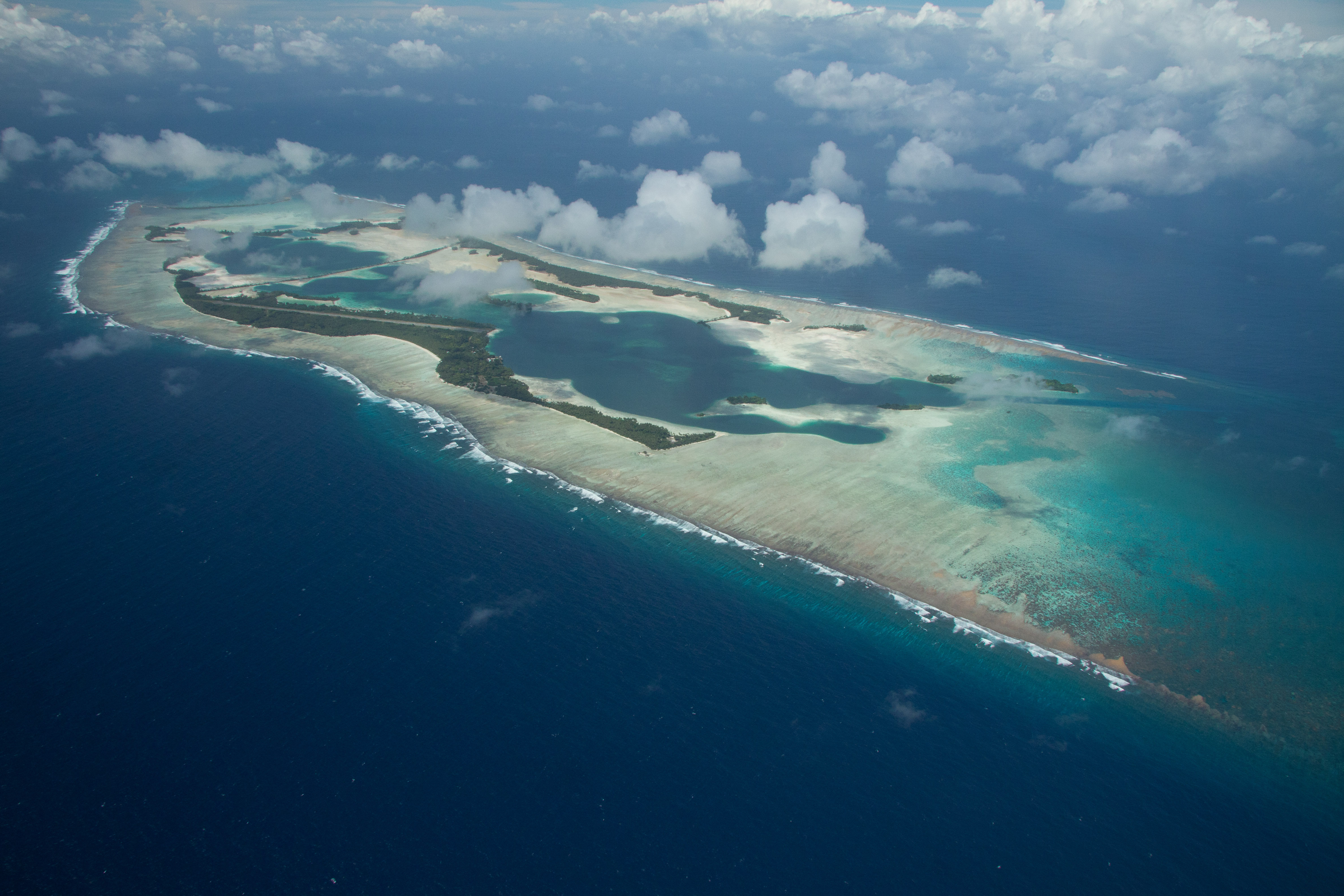
Palmyra
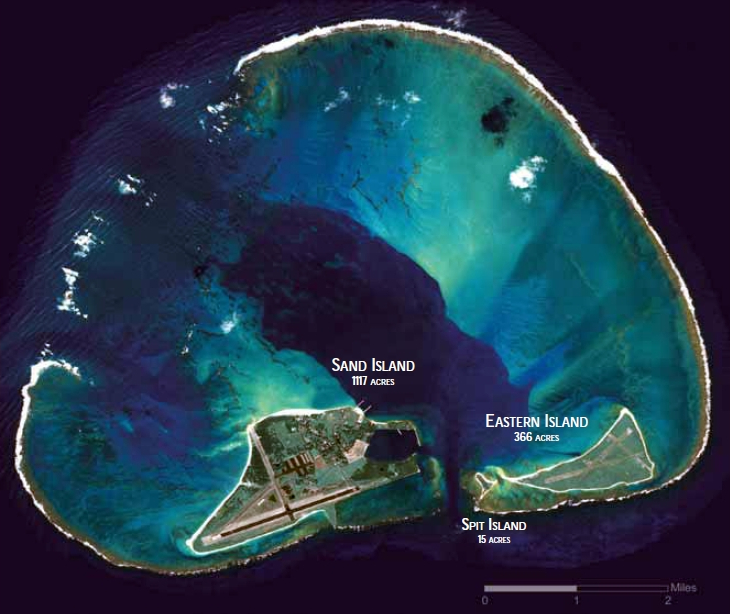
Midway